# Luis Venegas
Luis Gerardo Venegas Zumarán (ur. 21 czerwca 1984 w San Luis Potosí) – meksykański piłkarz występujący na pozycji środkowego obrońcy, reprezentant Meksyku.

## Kariera klubowa
Venegas pochodzi z miasta San Luis Potosí i jest wychowankiem tamtejszego zespołu San Luis FC. Do seniorskiej drużyny, występującej wówczas w drugiej lidze meksykańskiej, został włączony jako dwudziestolatek i w sezonie 2004/2005 pomógł jej awansować do najwyższej klasy rozgrywkowej. Sam pozostał jednak na drugim szczeblu, podpisując kontrakt z Águilas de la Riviera Maya – rezerwami stołecznego Club América, gdzie spędził rok w roli rezerwowego. Pewnego miejsca w wyjściowej jedenastce nie miał również w kolejnym klubie, Lobos BUAP z siedzibą w mieście Puebla, również z drugiej ligi, gdzie także występował przez dwanaście miesięcy. W lipcu 2007 zasilił Alacranes de Durango, gdzie został jednym z czołowych defensorów Primera División A i którego barwy reprezentował przez rok bez większych sukcesów.
Latem 2008 Venegas został ściągnięty przez szkoleniowca José Guadalupe Cruza do pierwszoligowego Atlante FC z siedzibą w Cancún. W meksykańskiej Primera División zadebiutował 3 sierpnia 2008 w zremisowanym 0:0 spotkaniu z Morelią i szybko został zawodnikiem wyjściowego składu. W 2009 roku triumfował ze swoją drużyną w najbardziej prestiżowych rozgrywkach północnoamerykańskiego kontynentu – Lidze Mistrzów CONCACAF, jednak bezpośrednio po tym z powodu kontuzji na kilka miesięcy stracił miejsce w pierwszym zespole i wskutek tego nie znalazł się w składzie na Klubowe Mistrzostwa Świata. Niebawem powrócił do pierwszej jedenastki i premierowego gola w najwyższej klasie rozgrywkowej strzelił 3 sierpnia 2011 w wygranym 5:1 spotkaniu z Pueblą. W wiosennym sezonie Clausura 2013 dotarł z Atlante do finału krajowego pucharu – Copa MX, natomiast na koniec rozgrywek 2013/2014 spadł ze swoją drużyną do drugiej ligi meksykańskiej.
W lipcu 2014 Venegas podpisał umowę z zespołem Club Atlas z siedzibą w Guadalajarze, gdzie spędził rok, tworząc podstawową parę stoperów z Enrique Pérezem, jednak nie zdołał osiągnąć większych sukcesów. W późniejszym czasie przeniósł się do ekipy Chiapas FC z miasta Tuxtla Gutiérrez.
| Sezon     | Klub                       | Kraj   | Rozgrywki  | Mecze | Bramki |
| --------- | -------------------------- | ------ | ---------- | ----- | ------ |
| 2004/2005 | San Luis FC                | Meksyk | Ascenso MX | 23    | 0      |
| 2005/2006 | Águilas de la Riviera Maya | Meksyk | Ascenso MX | 7     | 1      |
| 2006/2007 | Lobos BUAP                 | Meksyk | Ascenso MX | 12    | 0      |
| 2007/2008 | Alacranes de Durango       | Meksyk | Ascenso MX | 32    | 1      |
| 2008/2009 | Atlante FC                 | Meksyk | Liga MX    | 32    | 0      |
| 2009/2010 | Atlante FC                 | Meksyk | Liga MX    | 0     | 0      |
| 2010/2011 | Atlante FC                 | Meksyk | Liga MX    | 29    | 0      |
| 2011/2012 | Atlante FC                 | Meksyk | Liga MX    | 29    | 2      |
| 2012/2013 | Atlante FC                 | Meksyk | Liga MX    | 30    | 5      |
| 2013/2014 | Atlante FC                 | Meksyk | Liga MX    | 28    | 0      |
| 2014/2015 | Club Atlas                 | Meksyk | Liga MX    | 35    | 0      |
| 2015/2016 | Chiapas FC                 | Meksyk | Liga MX    | 34    | 4      |
| 2016/2017 | Chiapas FC                 | Meksyk | Liga MX    |       |        |

## Kariera reprezentacyjna
W seniorskiej reprezentacji Meksyku Venegas zadebiutował za kadencji selekcjonera Miguela Herrery, 9 września 2014 w wygranym 1:0 meczu towarzyskim z Boliwią.